# 아사드호

아사드호 (왼쪽), 타브카 댐 (가운데), 바트 댐 (오른쪽)

아사드 호(아랍어: بحيرة الأسد Buhayrat al-Assad[*])는 시리아 락까주에 위치한 유프라테스강의 저수지이다. 타브카 댐의 완공에 따라 1974년 만들어졌으며 하페즈 알아사드의 이름을 땄다. 시리아에서 가장 큰 호수로, 최대 저수용량은 11.7km3이고 최대 표면적은 610km2에 달한다. 광대한 운하 네트워크가 아사드호의 물을 이용하여 유프라테스 강 양쪽의 땅에 관개를 한다. 또한 호수는 알레포시에 식수를 제공하고 어업 환경을 지원한다. 아사드 호 기슭은 중요한 생태학적 구역으로 발전했다.
1957년 소련과 유프라테스강 댐 건설을 위한 기술 및 재정 지원 협정이 체결되었으며 건설은 1968년부터 1973년까지 계속되었다. 저수지 형성에 대비하여 개발현장에서 1963년부터 1974년까지 국제적인 고고학 발굴작업이 집중적으로 진행되었다. 유적지는 연대에 따라 나투프 문화부터 오스만 제국 시대까지 다양했다. 1975년 이라크는 유프라테스강의 유량이 허용 가능한 수준 이상으로 감소하였다며 타브카 댐 폭격을 위협하였다. 이 분쟁은 사우디아라비아와 소련의 중재로 해결되었다.

## 같이 보기
- 바트댐
- 티슈린댐